# Вітри перемін
«Вітри перемін» (англ. The Winds of Change) — науково-фантастичне оповідання-фіґхут американського письменника Айзека Азімова, опубліковане в лютому 1982 року в журналі The Saturday Evening Post. Оповідання ввійшло до збірки «Вітри перемін та інші історії» (1983).

## Сюжет
Адюнкт-професор Джонас Дінсмор мав неприязні стосунки з деканом Горацієм Адамсом та його протеже на посаду ректора геніальним фізиком Карлом Мюллером. Коли вони зібрались в очікуванні оголошення рішення Ради опікунів університету, Дінсмор з'явився, щоб з'ясувати стосунки з ними.
Спочатку він розповів, що в нього немає шансів утриматись в університеті, якщо ректором оберуть Мюллера. А потім, розкрив план своєї помсти.
З робіт Мюллера слідувало, що час є суб'єктивним і Дінсмор навчився користуватися цим. Він заходив і виходив в потоки часу, сповільнювався і пришвидшувався, рухався проти течії. Експериментально він навчився змінювати розвиток подій в бажаному напрямку.
Ідеєю його помсти було непомітно змінити навколишній світ прямо під час їхньої розмови, щоб життя всіх трьох не було зміненим, але у Дінсмора з'явився таємний козир, що дозволив би раптово позбавити їх всякої влади, принизити перед суспільством та історією, і перебрати собі славу за наукові досягнення Мюллера.
Здивовані Адамс і Мюллер вже почали вважати Дінсмора божевільним, коли раптово в зал зайшла інквізиція та заарештувала їх за практикування чорної магії.